# 喬羅亞希鄉
44°5′N 23°27′E / 44.083°N 23.450°E
喬羅亞希鄉（羅馬尼亞語：Comuna Cioroiași, Dolj），是羅馬尼亞的鄉份，位於該國西南部，由多爾日縣負責管轄，面積48平方公里，海拔高度75米，2007年人口1,757，人口密度每平方公里37人。